# Alfred Weidinger

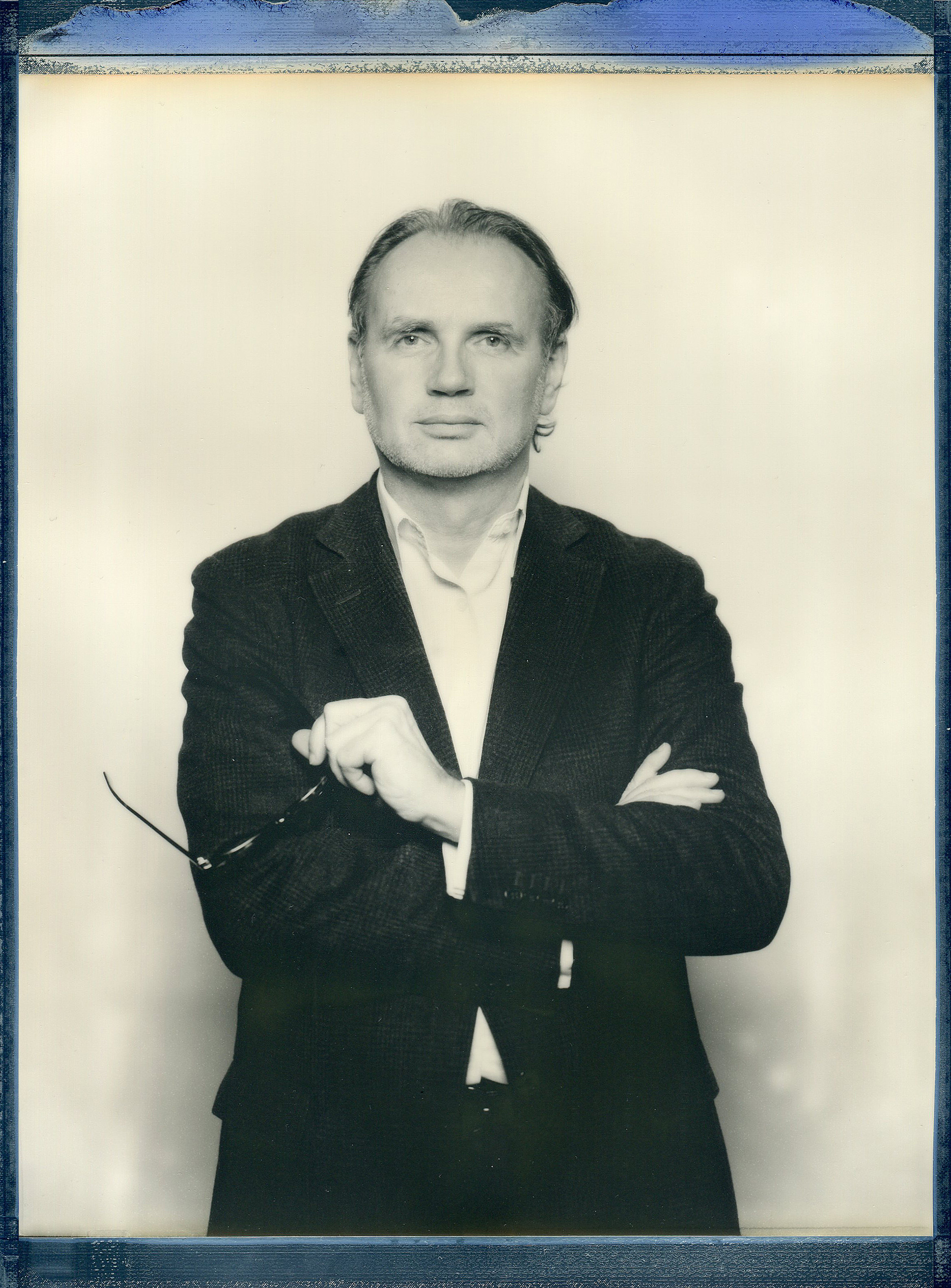
Alfred Weidinger, 2013

Alfred Weidinger (* 3. Juni 1961 in Schwanenstadt, Oberösterreich) ist ein österreichischer Kunsthistoriker, Museumsmanager, Fotograf und ist seit dem 1. April 2020 Geschäftsführer der OÖ Landes-Kultur GmbH. Zuvor leitete er als Direktor das Museum der bildenden Künste Leipzig.

## Leben und Wirken
Weidinger studierte nach einer Ausbildung an der Fachschule für Uhrmacher und Mikromechanik zum Uhrmacher von 1985 bis 1997 Kunstgeschichte und Klassische Archäologie an der Universität Salzburg. Seine Diplomarbeit verfasste er 1992 über die Landschaftsgemälde von Gustav Klimt, seine Dissertation 1998 über das Frühwerk des österreichischen Malers Oskar Kokoschka.
1992 fand er eine Anstellung bei der Albertina in Wien und war vorerst als Kurator für die klassische Moderne gemeinsam mit Alice Strobl mit der Erstellung des Werksverzeichnisses der Zeichnungen und Aquarelle von Oskar Kokoschka beschäftigt. Mit dem Direktionswechsel 2000 wurde er Vizedirektor und Prokurist der Albertina. Gemeinsam mit Klaus Albrecht Schröder besorgte er die Umwandlung des Bundesmuseums in eine Wissenschaftliche Anstalt öffentlichen Rechts und leitete sämtliche Sanierungs- und Bauvorhaben.
Mit der Übernahme der Leitung des Belvedere in Wien 2007 durch Agnes Husslein wurde Weidinger Vizedirektor und Prokurist des Museums Österreichische Galerie Belvedere. In der Funktion des Kurators für die Kunst der Moderne war er zudem für die Organisation von Ausstellungen im In- und Ausland verantwortlich. Bis zum Ende der Amtszeit von Agnes Husslein 2016 organisierte er die fünf besucherstärksten Ausstellungen des Belvedere und des 21er-Hauses. Nach dem Geschäftsführerwechsel im Januar 2017 war Weidinger Kurator für die klassische Moderne sowie Leiter des von ihm gegründeten Research Centers des Belvedere.
Im August 2017 übernahm er die Leitung des Museum der bildenden Künste Leipzig.
Seit 1980 bereist er als freier Dokumentarfotograf Afrika und nimmt Porträtserien auf. Er fotografiert sowohl digital als auch mit Film, bevorzugt dabei Schwarz/Weiß. Sein aktuellstes Projekt war eine 3-teilige Fernseh-Dokumentation über die Könige und Stammesfürsten Afrikas. Zur 70. Wiederkehr des Datums des Massaker von Rechnitz schrieb er 2014 das Drehbuch für den Dokumentarfilm „Árpád und Géza“.
Seine Forschungsschwerpunkte sind bildende und angewandte Kunst sowie Fotografie des 20. und 21. Jahrhunderts; zudem beschäftigt er sich intensiv mit neuen Medien. Als Museumsmanager berät er international Museen.
Weidinger wurde mit März 2020 neuer wissenschaftlicher und kaufmännischer Direktor der Oberösterreichischen Landesmuseum in Linz. Zur möglichen Wiederverlängerung 2023 wurde Kritik geäußert. Zugleich wird Weidingers Wirken als umfassend und progressiv besprochen: „Unter seiner Führung entfaltete sich u. a. das neue Kulturformat communale, das Marmorschlössl Bad Ischl bekam pfiffigere Ausstellungen, das Keramiksymposion im Kooperation mit Gmunder Keramik wurde auf ein internationales Parkett gestellt und vieles mehr.“

## Auszeichnungen
- 2018: Berufstitel Professor durch den österreichischen Bundespräsidenten.

## Schriften
- Mona Horncastle, Alfred Weidinger: Gustav Klimt. Die Biografie. Brandstätter, Wien 2018, ISBN 978-3-7106-0192-7
- Translokation - Transformation. Nr. 4. Ai Weiwei Flies a Kite. Belvedere, Wien 2016, ISBN 978-3-903114-09-8
- Mona Horncastle, Alfred Weidinger: Klimts explizite Erotik. In: Klimt & Shunga. Explizit Erotisches aus Wien und Japan. Buchheim, Bernried 2016, ISBN 978-3-7659-1090-6
- Agnes Husslein-Arco, Luisa Ziaja, Alfred Weidinger (Hrsg.): Oswald Oberhuber. Belvedere, Wien, 2016, ISBN 978-3-902805-99-7
- Mona Horncastle, Alfred Weidinger: Klimts Frauenbilder. Das Weib, Das Ornament, Das Sexualobjekt. München 2016, ISBN 978-3-86228-132-9
- Peter Weibel – Medienrebell. Verlag der Buchhandlung Walther König, Köln 2014
- Gustav Klimt. Leben und Werk. Jovis Verlag, Berlin 2014, ISBN 978-3-86859-311-2
- Kris Lemsalu. Jovis Verlag, Berlin 2014, ISBN 978-3-86859-292-4
- Gustav Klimt. Der Kuss – Liebespaar. Jovis Verlag, Berlin 2013, ISBN 978-3-86859-309-9
- Gelatin Loch. Sternberg Press, Berlin 2013, ISBN 978-3-95679-019-5
- Clouds-Earth Twist. Bright Ugochukwu Eke. Jovis Verlag, Berlin 2013, ISBN 978-3-86859-291-7
- Gustav Klimt. Landschaften. Belvedere, Wien 2012, ISBN 978-3-902805-00-3
- (Hrsg.): 150 Jahre Gustav Klimt. Belvedere, Wien 2012, ISBN 978-3-901508-92-9
- Gustav Klimt und Josef Hoffmann – Pioniere der Moderne. Prestel, München 2011, ISBN 978-3-7913-5148-3
- Alfred Hrdlicka. Schonungslos. Weitra, Bibliothek der Provinz 2010, ISBN 978-3-902416-29-2
- Schlafende Schönheit. Meisterwerke viktorianischer Malerei. Belvedere, Wien 2010, ISBN 978-3-901508-83-7
- (Hrsg.) Wir wollen Zeichen setzen. 50 Jahre Bildhauersymposion St. Margarethen. Weitra, Bibliothek der Provinz 2009, ISBN 978-3-900000-46-2
- Oskar Kokoschka. Die Zeichnungen und Aquarelle, 1897-1916. Verlag Galerie Welz, Salzburg 2008, ISBN 978-3-85349-290-1
- Gustav Klimt und die Kunstschau 1908. Prestel, München 2008, ISBN 978-3-7913-4225-2
- Oskar Kokoschka. Träumender Knabe – Enfant terrible (1906–1922). Verlag der Provinz, Weitra 2008, ISBN 978-3-85252-902-8
- (Hrsg.) Gustav Klimt. Prestel, München 2007, ISBN 978-3-7913-3763-0
- Gustav Klimt und die Künstler-Compagnie. Verlag der Provinz, Weitra 2007, ISBN 978-3-85252-856-4
- Fritz Wotruba – Einfachheit und Harmonie. Skulpturen und Zeichnungen aus der Zeit von 1927-1949. Verlag der Provinz, Weitra 2007, ISBN 978-3-85252-835-9
- (Hrsg.) Lois Fasching – tirol 1369. Heubilder und Skulpturen. Edition Anteros, Wien 2006, ISBN 978-3-85340-021-0
- (Hrsg.) Christian Ludwig Attersee – Segelsport 1969 bis 2006. Edition Anteros, Wien 2006, ISBN 978-3-85340-022-7
- Reflexiones Intimas. Fotografie, Intermedia- und Konzeptkunst von kubanischen Künstlerinnen. Edition Anteros, Wien 2005, ISBN 3-85340-018-3
- KCHO. Casa 5 – Las Playas Infinitas. Edition Anteros, Wien 2005, ISBN 3-85340-017-5
- (Hrsg.): Die Thermopylen. Oskar Kokoschka - ein großer Europäer. [Albertina temporär im Akademiehof 22. Juli bis 26. September 1998]. Wien 1998, ISBN 3-900656-41-X
- Oskar Kokoschka. Dreaming Boy, Enfant Terrible. Oskar Kokoschka at the Vienna School of Applied Art. Oslo/Helsinki 1997
- Kokoschka und Alma Mahler. Dokumente einer leidenschaftlichen Begegnung. Prestel, München 1996, ISBN 3-7913-1711-3